# Clemens Meyer
Clemens Meyer (Halle, 3 ottobre 1977) è uno scrittore tedesco.

## Biografia
Clemens Meyer è nato a Halle, in Germania, il 3 ottobre 1977 e risiede a Lipsia.
Il suo esordio avviene nel 2006 con Eravamo dei grandissimi (Als wir träumten, letteralmente Quando avevamo dei sogni), romanzo di formazione ambientato a cavallo della caduta del Muro di Berlino che verrà trasposto in pellicola nel 2015.
In seguito ha pubblicato altri due romanzi e una raccolta di racconti ottenendo numerosi riconoscimenti.

## Opere

### Romanzi
- Eravamo dei grandissimi (Als wir träumten, 2006), Rovereto, Keller, 2016 traduzione di Roberta Gado e Riccardo Cravero ISBN 978-88-99911-00-3.
- Die Nacht, die Lichter (2008)
- Im Stein (2013)

### Racconti
- Gewalten: ein Tagebuch (2010)
- Il silenzio dei satelliti (Die stillen Trabanten - Erzählungen, 2017), Rovereto, Keller, 2019 traduzione di Roberta Gado e Riccardo Cravero ISBN 978-88-99911-34-8.

## Filmografia
- A Heavy Heart (2015) regia di Thomas Stuber (sceneggiatura)
- As We Were Dreaming (2015) regia di Andreas Dresen (soggetto)